# 피프스 하모니
피프스 하모니(Fifth Harmony)는 미국의 록 밴드이자 걸 그룹이다. 2012년 더 엑스 팩터 시즌 2에 각각 솔로로 출전했다가, 다음 단계로 진행할 수 없던 5명의 소녀들을 사이먼 코웰과 데미 로바토가 모아 결성한 그룹이다. 시즌을 3등으로 마친 이후 사이먼 코웰의 회사와 계약을 체결하여 데뷔하였다.
엑스 팩터 이후 데뷔 싱글 "Miss Movin' On"을 발매했다. 2013년, 데뷔 EP Better Together를 발매해, EP는 빌보드 200에서 첫 번째 주에 6위를 했다. MTV 비디오 뮤직 어워드 2014에서 신인상(Artist to Watch)을 받았다. 2015년 2월, 데뷔 앨범 Reflection 을 발매했다. 앨범은 빌보드 200에서 5위를 기록했고, 미국 음반 산업 협회으로부터 골드 등급을 받았다. 이 앨범의 싱글 곡인 "Boss", "Sledgehammer", "Worth It"은 플래티넘 판매고를 올렸다. 특히 "Worth It"은 미국에서 트리플 플래티넘 판매를 했고, 미국 외 13개국 음악 차트에서 10위권에 올랐다. 두 번째 정규 앨범 7/27 의 리드 싱글 "Work from Home" 은 빌보드 핫 100에서 5위를 기록했다. 이로써 피프스 하모니는 더 엑스 팩터 출신으로 가장 큰 성공을 거뒀다.
2016년 12월 18일, 카밀라 카베요는 팀 결성 4년 6개월 만에 팀을 탈퇴하였다. 2018년 3월, 멤버들은 솔로 활동을 위해 팀 활동을 잠정 중단하기로 발표했다.

## 경력

### 2012년: 더 엑스 팩터
2012년, 더 엑스 팩터 시즌 2에 각각 솔로로 출전했다. 이후 다음 단계로 진행할 수 없던 5명의 소녀들을 사이먼 코웰과 데미 로바토가 모아 그룹으로 만들었다. 처음 그룹명은 "LYLAS"(Love You Like A Star의 앞글자만 땀)이였는데, "The Lylas"라는 다른 참가자 그룹이 이름을 뺏겼다고 주장해, 결국 "1432"(I Love You Too를 상징)라는 이름으로 그룹명을 바꿨다. 2012년 10월 31일, 첫 라이브 공연에서 테일러 스위프트의 "We Are Never Ever Getting Back Together"를 불렀다. 공연 후 사이먼 코웰과 L.A. 레이드는 그룹 이름이 이상하다며 다시 바꿀 것을 권했다. 2012년 11월 11일, 1432는 데미 로바토의 "Skyscraper"를 불러 탑 12 안에 들게 되었다. 그룹 명은 시청자들에게 맡겨져 "피프스 하모니"로 지어졌다.
피프스 하모니는 준결승전에서 엘리 골딩의 "Anything Could Happen"과 숀텔의 "Impossible" 공연을 선보였다. L.A. 레이드는 전자의 공연을 극찬하며 브리트니 스피어스의 "Magic"에 비견했다. 하지만 "Impossible" 공연은 이전에 보여줬다는 이유로 부정적인 평가를 받았다. 다음 날 밤, 대중 투표로 피프스 하모니는 테이트 스티븐스, 칼리 로즈 소넨클레어와 함께 탑3가 되었다. 피프스 하모니의 "Anything Could Happen"이 이번 시즌의 곡으로 선정되어, 탑3 라이브 공연날에 다시 한 번 "Anything Could Happen" 공연을 선보였다. 두 번째 공연에서는 코치인 데미 로바토와 듀엣으로 "Give Your Heart a Break"를 불렀다. 그리고 마지막 공연 곡은 비틀즈의 "Let It Be"였다. 2012년 12월 20일, 대중 투표 수에 밀려 결승전 진출에 실패하면서, 최종 3위로 더 엑스 팩터를 마쳤다.
| 더 엑스 팩터                 | 더 엑스 팩터           | 더 엑스 팩터                                                  | 더 엑스 팩터                                       | 더 엑스 팩터                                     | 더 엑스 팩터                                   | 더 엑스 팩터                                   | 더 엑스 팩터 | 더 엑스 팩터                        |
| 쇼                           | 테마                   | 노래                                                          | 노래                                               | 노래                                             | 노래                                           | 노래                                           | 순서         | 결과                                |
| 쇼                           | 테마                   | 다이너                                                        | 로렌                                               | 앨리                                             | 노르마니                                       | 카밀라                                         | 순서         | 결과                                |
| ---------------------------- | ---------------------- | ------------------------------------------------------------- | -------------------------------------------------- | ------------------------------------------------ | ---------------------------------------------- | ---------------------------------------------- | ------------ | ----------------------------------- |
| 오디션                       | 자유 선곡              | "If I Were a Boy"                                             | 앨리샤 키스 "If I Ain't Got You"                   | 더 411 "On My Knees"                             | 아레사 프랭클린 "Chain of Fools"               | 오티스 레딩 "Respect"                          | 빈칸         | 부트캠프 진출                       |
| 부트캠프 1                   | 자유 선곡              | 머라이어 캐리 "Hero"                                          | "E.T."                                             | "Somebody That I Used to Know"                   | 앨리샤 키스 "If I Ain't Got You"               | 에이미 와인하우스 "Back to Black"              | 빈칸         | 부트캠프 2 진출                     |
| 부트캠프 2                   | 그룹 공연              | 미방영                                                        | 미방영                                             | 미방영                                           | 미방영                                         | 미방영                                         | 빈칸         | 부트캠프 3 진출                     |
| 부트캠프 3                   | 듀엣 공연              | "Stronger (What Doesn't Kill You)" (다이아몬드 화이트와 함께) | 오티스 레딩 "These Arms of Mine" (시스터 C와 함께) | "Knockin' on Heaven's Door" (줄리아 불록과 함께) | "What Makes You Beautiful" (아린 레이와 함께)  | 엘튼 존 "Your Song" (조던 쉐인과 함께)         | 빈칸         | 그룹 재결성해서 Judges' houses 진출 |
| Judges' houses               | 자유 선곡              | 숀텔 "Impossible"                                             | 숀텔 "Impossible"                                  | 숀텔 "Impossible"                                | 숀텔 "Impossible"                              | 숀텔 "Impossible"                              | 빈칸         | 라이브 공연 진출                    |
| 1주차                        | 미국 아티스트의 노래들 | "We Are Never Ever Getting Back Together"                     | "We Are Never Ever Getting Back Together"          | "We Are Never Ever Getting Back Together"        | "We Are Never Ever Getting Back Together"      | "We Are Never Ever Getting Back Together"      | 13           | 하위 2위                            |
| 1주차                        | Sing-off               | 데미 로바토 "Skyscraper"                                      | 데미 로바토 "Skyscraper"                           | 데미 로바토 "Skyscraper"                         | 데미 로바토 "Skyscraper"                       | 데미 로바토 "Skyscraper"                       | 8            | 사이먼 코웰이 구제                  |
| 2주차                        | 영화에 나온 노래들     | "A Thousand Years"                                            | "A Thousand Years"                                 | "A Thousand Years"                               | "A Thousand Years"                             | "A Thousand Years"                             | 13           | 진출 (5위)                          |
| 3주차                        | 디바                   | 머라이어 캐리 "Hero"                                          | 머라이어 캐리 "Hero"                               | 머라이어 캐리 "Hero"                             | 머라이어 캐리 "Hero"                           | 머라이어 캐리 "Hero"                           | 8            | 진출 (6위)                          |
| 4주차                        | 추수감사절             | 프리텐더스 "I'll Stand By You"                                | 프리텐더스 "I'll Stand By You"                     | 프리텐더스 "I'll Stand By You"                   | 프리텐더스 "I'll Stand By You"                 | 프리텐더스 "I'll Stand By You"                 | 6            | 진출 (7위)                          |
| 5주차                        | Number-ones            | "Stronger (What Doesn't Kill You)"                            | "Stronger (What Doesn't Kill You)"                 | "Stronger (What Doesn't Kill You)"               | "Stronger (What Doesn't Kill You)"             | "Stronger (What Doesn't Kill You)"             | 4            | 진출 (4위)                          |
| 6주차                        | Unplugged              | "Set Fire to the Rain"                                        | "Set Fire to the Rain"                             | "Set Fire to the Rain"                           | "Set Fire to the Rain"                         | "Set Fire to the Rain"                         | 4            | 하위 3위                            |
| 6주차                        | Pepsi Challenge songs  | 데미 로바토 "Give Your Heart a Break"                         | 데미 로바토 "Give Your Heart a Break"              | 데미 로바토 "Give Your Heart a Break"            | 데미 로바토 "Give Your Heart a Break"          | 데미 로바토 "Give Your Heart a Break"          | 10           | 하위 3위                            |
| 준결승 진출자 결정전 (6주차) | 자유 선곡              | 머라이어 캐리 "Anytime You Need a Friend"                     | 머라이어 캐리 "Anytime You Need a Friend"          | 머라이어 캐리 "Anytime You Need a Friend"        | 머라이어 캐리 "Anytime You Need a Friend"      | 머라이어 캐리 "Anytime You Need a Friend"      | 1            | 코치 투표로 진출 (4위)              |
| 준결승전                     | 참가자 선곡            | 엘리 골딩 "Anything Could Happen"                             | 엘리 골딩 "Anything Could Happen"                  | 엘리 골딩 "Anything Could Happen"                | 엘리 골딩 "Anything Could Happen"              | 엘리 골딩 "Anything Could Happen"              | 4            | 진출 (2위)                          |
| 준결승전                     | 없음                   | 숀텔 "Impossible"                                             | 숀텔 "Impossible"                                  | 숀텔 "Impossible"                                | 숀텔 "Impossible"                              | 숀텔 "Impossible"                              | 8            | 진출 (2위)                          |
| 결승전                       | Favourite performance  | 엘리 골딩 "Anything Could Happen"                             | 엘리 골딩 "Anything Could Happen"                  | 엘리 골딩 "Anything Could Happen"                | 엘리 골딩 "Anything Could Happen"              | 엘리 골딩 "Anything Could Happen"              | 3            | 최종 3위                            |
| 결승전                       | Celebrity duet         | "Give Your Heart a Break" (데미 로바토와 함께)                | "Give Your Heart a Break" (데미 로바토와 함께)     | "Give Your Heart a Break" (데미 로바토와 함께)   | "Give Your Heart a Break" (데미 로바토와 함께) | "Give Your Heart a Break" (데미 로바토와 함께) | 6            | 최종 3위                            |
| 결승전                       | Winner's song          | "Let It Be"                                                   | "Let It Be"                                        | "Let It Be"                                      | "Let It Be"                                    | "Let It Be"                                    | 9            | 최종 3위                            |
| 결승전                       | 크리스마스 노래        | 달린 러브 "Christmas (Baby Please Come Home)"                 | 달린 러브 "Christmas (Baby Please Come Home)"      | 달린 러브 "Christmas (Baby Please Come Home)"    | 달린 러브 "Christmas (Baby Please Come Home)"  | 달린 러브 "Christmas (Baby Please Come Home)"  | 2            | 최종 3위                            |

### 2013년-14년:Better Together

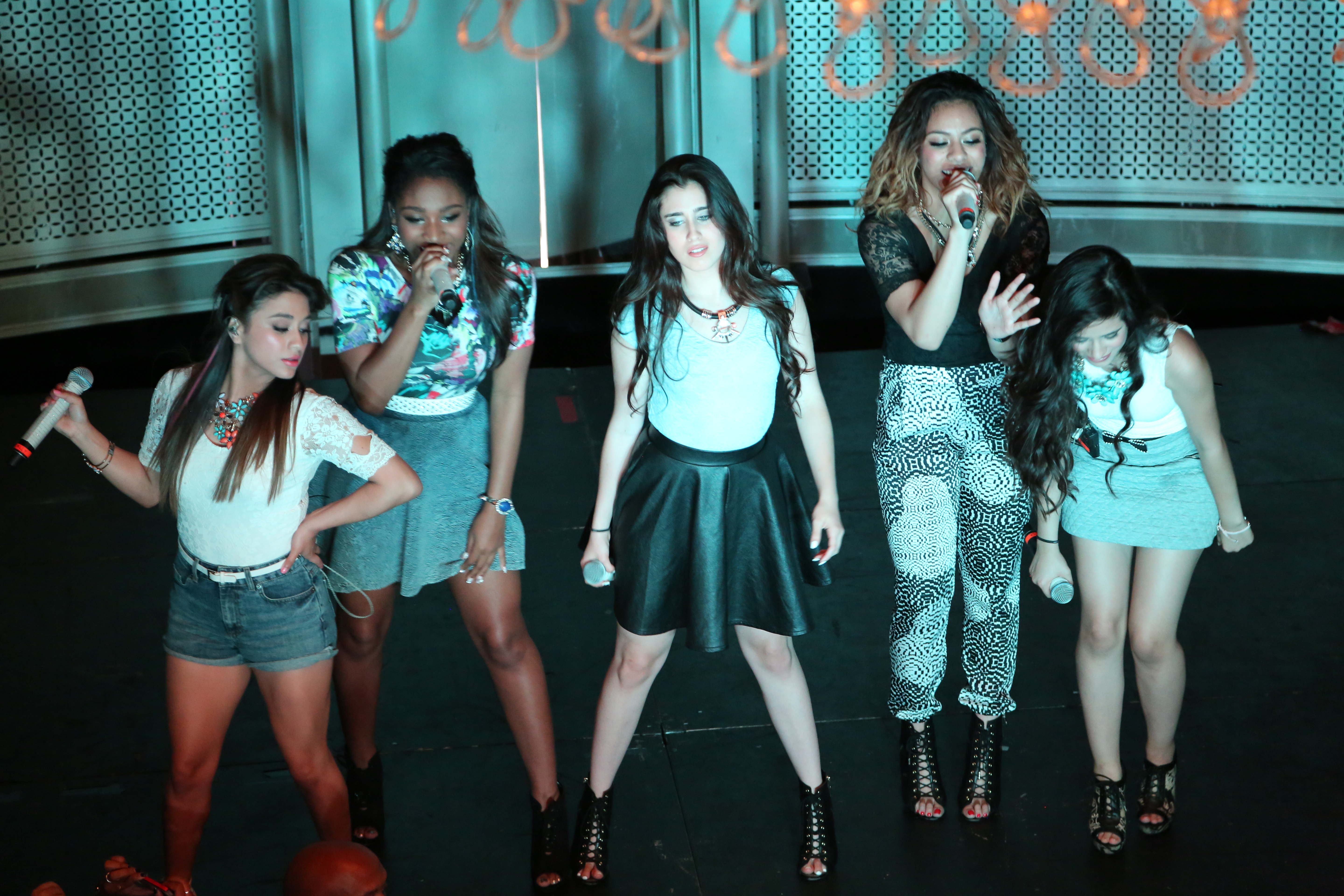
2013년 8월 하모나이즈 아메리카 몰에서

2013년 1월 17일, 더 엑스 팩터에서 멘토였던 사이먼 코웰의 레이블 사이코 뮤직(Syco Music)과, 더 엑스 멘터의 또 다른 코치 L.A. 레이드의 레이블인 에픽 레코드와 계약했다. 피프스 하모니는 다양한 가수들의 커버곡을 유튜브에 게시하며 많은 관심과 호응을 얻었다.
2013년 10월 22일, 데뷔 EP Better Together가 발매됐다. 앨범은 첫 주에 2만 8천 장을 팔며 빌보드 200에서 6위를 했다. 2013년 11월 8일, EP의 스페인어 판 Juntos와 Juntos Acoustic 이 발매됐다. 빌보드 탑 라틴 앨범 차트에서 각각 2위, 12위를 했다. EP Better Together 의 리드 싱글 "Miss Movin' On"은 빌보드 핫 100에서 76위를 하며, 역대 더 엑스 팩터 참가자들의 싱글 중 가장 높은 순위를 기록했다. 이 곡은 미국 내에서 디지털 다운로드와 스트리밍을 합해 50만 부 이상을 팔아 골드 등급을 받았다. EP의 또 다른 싱글 "Me & My Girls"는 빌보드 핫 디지털 송즈 차트에서 53위를 했다.
2013년 7월에서 8월, 피프스 하모니는 "Harmonize America" 투어를 통해 미국 각지 쇼핑몰을 돌며 홍보 활동을 했다. 2013년 8월 5일, 뉴욕에서 데뷔 1주년 기념 공연을 했다. 셰어 로이드의 "I Wish" 투어의 오프닝 공연을 맡았다. 2013년 9월 11일, 첫 번째 콘스트 홀 투어 "Fifth Harmony 2013"을 발표하고, 미국과 캐나다에서 공연했다. 2013년 11월 24일, 아메리칸 뮤직 어워드 2013 레드 카펫에서 "Better Together" 공연을 선보였다. 데미 로바토의 "Neon Lights" 투어에 참여해 북미 각지에서 투어 오프닝 공연 했다. 2014년 1월 23일, 피프스 하모니는 "MTV Artists To Watch concert"의 헤드라인을 장식했다. 이 콘서트는 MTV가 1년동안 홍보할 신인 아티스트들을 선보이는 콘서트이다. 피프스 하모니와 함께 토리 켈리, 릭스턴, 에코스미스, 제이크 밀러가 무대에 섰다.

### 2014년-15년:Reflection과 대성공
2015년 2월 3일, 데뷔 정규 앨범 Reflection 이 발매됐다. 앨범은 8만 장 이상을 판매하며 빌보드 200에서 5위를 했고, 2016년 2월 RIAA로부터 골드 등급을 받았다. 2014년 7월 7일, 앨범의 리드 싱글 'Boss"는 첫 주 7만 5천 장을 팔며 빌보드 핫 100 43위를 했다. 이후 디지털 다운로드와 스트리밍을 합해 100만 장 이상을 팔아, RIAA로부터 플래티넘 등급을 받는다. 메간 트레이너가 쓴 두 번째 싱글 "Sledgehammer"은 처음으로 빌보드 핫 100에서 40위 권으로 진입했고, RIAA로부터 플래티넘 등급을 받았다. 래퍼 키드 잉크가 피쳐링한 세 번째 싱글 "Worth It"은 이 앨범에서 가장 성공한 싱글이다. 빌보드 핫 100에서 12위를 했고, RIAA로부터 트리플 플래티넘 등급을 받았다. 또한 미국 외 13개국에서 10위권 내에 들며 전세계적으로도 가장 성공한 첫 번째 싱글이 됐다.
롤링 스톤, 컴플렉스지는 2015년 상반기 우수 앨범 목록에 Reflection 을 소개했다. 피프스 하모니의 첫 번째 헤드라이닝 투어인 "Reflection Tour" 공연이 북미 63개 시, 유럽 6개 시에서 이뤄졌다.
2014년 12월 4일, 백악관 크리스마스 트리 점등식 행사에 초대돼, 머라이어 캐리의 "All I Want for Christmas Is You"를 커버했다. 2015년 4월 6일, 백악관을 다시 한 번 찾아 부활절 공연을 했다. 2015년 6월 18일, 지미 키멜 라이브쇼에 키드 잉크와 처음으로 "Worth It" 공연을 했다. 2015년 9월 25일, 애니메이션 《몬스터 호텔 2》의 수록곡 "I'm in Love with a Monster"가 발매됐다. 2015년 10월 25일, MTV 유럽 뮤직 어워드 2015 레드 카펫에서 "Worth It" 공연을 했다. 2015년 12월 11일, 빌보드 우먼 인 뮤직 2015에서 "올해의 그룹"상을 받았다.

### 2016:7/27
2016년 2월 25일, 두 번째 정규 앨범 7/27 가 2016년 5월 20일 발매될 것이라 발표됐다. 앨범명은 더 엑스 팩터에서 피프스 하모니가 결성된 날을 말한다. 2016년 2월 26일, 앨범의 리드 싱글 "Work from Home"이 발매됐다. 이 곡의 뮤직비디오도 같은 날 공개됐다. "Work from Home"은 빌보드 핫 100에서 4위를 하며, 피프스 하모니의 싱글들 중 가장 높은 순위를 기록했다. 동시에 미국 외 22개 국에서도 차트 10위 권 내에 들었다. 종전의 발표와 달리, 앨범은 앨범명과 동일하게 하기 위해 이전에 발표된 날짜에서 좀 더 미뤄져 2016년 5월 27일에 발매됐다. 앨범은 빌보드 200에서 4위를 했고, 7만 4천장을 판매했다. 동시에 15개 국에서 차트 10위 권 내에 들었다.
2016년 12월 18일 카밀라 카베요의 탈퇴 소식이 전해졌다.

## 구성원
| 이름          | 소개 |
| ------------- | --- |
| 앨리 브룩     | - 본명 : 앨리 브룩 에르난데스 (Ally Brooke Hernandez) - 생년월일 : 1993년 7월 7일(31세) - 출생지 : 미국 텍사스주 샌안토니오 - 포지션 : 메인보컬 - 활동 기간 : 2012년 7월 ~          |
| 노르마니      | - 본명 : 노르마니 코르데이 (Normani Kordei) - 생년월일 : 1996년 5월 31일(28세) - 출생지 : 미국 조지아주 애틀랜타 - 포지션 : 메인댄서, 메인래퍼, 리드보컬 - 활동 기간 : 2012년 7월 ~ |
| 로렌 하우레기 | - 본명 : 로렌 하우레기 (Lauren Jauregui) - 생년월일 : 1996년 6월 27일(28세) - 출생지 : 미국 플로리다주 마이애미 - 포지션 : 리드보컬 - 활동 기간 : 2012년 7월 ~                      |
| 다이너 제인   | - 본명 : 다이너 제인 핸슨 (Dinah Jane Hansen) - 생년월일 : 1997년 6월 22일(27세) - 출생지 : 미국 캘리포니아주 샌타애나 - 포지션 : 메인보컬, 리드댄서 - 활동 기간 : 2012년 7월 ~     |

- 앨리 브룩

1993년 7월 7일 미국 샌안토니오에서 태어났다. 아버지는 제리 에르난데스, 어머니는 패트리샤 에르난데스이다. 브랜든이라는 오빠가 한 명 있다. 앨리는 멕시코계이다.
오스틴에서 더 엑스 팩터 오디션을 봤다. 당시 라틴 팝 가수 자시 벨라스케즈의 노래를 불렀다.
- 노르마니 코르데이

1996년 5월 3일 미국 애틀랜타에서 태어났다. 아버지는 데릭 해밀턴, 어머니는 안드레아 해밀턴이다. 유년 시절을 뉴올리언스에서 대부분 보내다가, 2005년 허리케인 카트리나 이후에 휴스턴으로 이주했다. 13살 때 첫 싱글을 발매하기 전에, 댄서와 체조선수로도 활동했다. 드라마 《트레메》에서 단역으로도 출연했다.
걸 그룹에 합류하기 전까지 자신을 소울, 가스펠 가수라고 여겼다. 더 엑스 펙터에 참가하기 전에, 미스 텍사스에 참가해 결승전까지 오른 적이 있다. 비욘세에게서 음악적 영향을 많이 받았다고 한다.
- 로렌 하우레기

1996년 6월 27일 미국 마이애미에서 태어났다. 아버지는 마이클 하우레기, 어머니는 클라라 하우레기이다. 테일러와 크리스라는 형제자매가 있다. 로렌은 쿠바계이다. 저니, 파라모어, 더 스크립트, 앨리샤 키스, 크리스티나 아길레라에게서 영향을 받았다고 한다. 2016년 11월, 양성애자라고 커밍아웃했다.
그린즈버러에서 더 엑스 팩터 오디션을 봤다. 당시 앨리샤 키스의 "If I Ain't Got You"를 불러, 네 명의 심사위원으로부터 올 "Yes"를 받아 오디션을 통과했다.
- 다이너 제인

1997년 6월 22일 미국 샌타애나에서 태어났다. 아버지는 고든 포타이카(Fot'aika), 어머니는 밀리카 포타이카이다. 6남매 중 장녀이며, 폴리네시아계, 통가계 그리고 덴마크계이다. 더 엑스 팩터 오디션장에서 비욘세의 "If I Were a Boy"를 불러 L.A. 레이드로부터 극찬을 받으며 합격했다. 시에라, 비욘세, 리오나 루이스, 머라이어 캐리, 에타 제임스에게서 영향을 받았다고 한다.
부트 캠프 마지막 라운드에서 켈리 클락슨의 "Stronger (What Doesn't Kill You)"를 다른 참가자들과 불렀는데, 공연 도중 가사를 잊어 탈락하게 됐다. 이후 다른 탈락자들과 피프스 하모니에 합류하게 됐다.

### 이전 구성원
| 이름   | 소개 |
| ------ | --- |
| 카밀라 | - 본명 : 카밀라 카베요 (Camila Cabello) - 생년월일 : 1997년 3월 3일(28세) - 출생지 : 쿠바 아바나 코히마르 - 포지션 : 리드보컬 - 활동 기간 : 2012년 7월 ~ 2016년 12월 |

- 카밀라 카베요

## 음반 목록
- Reflection (2015)
- 7/27 (2016)
- Fifth Harmony (2017)